# Погорелко, Павел Александрович
Павел Александрович Погоре́лко (1904—1978) — советский физик, конструктор, специалист в области радиолокации.

## Биография

На полигоне Опытного сектора Управления ПВО (апрель 1937 года) Слева направо: А. А. Малеев, Ю. Б. Кобзарев, П. А. Погорелко, Н. Я. Чернецов.

Родился в 1904 году в селе Новая Рябина Богодуховского уезда Харьковской губернии. Сын адъюнкт-профессора Харьковского технологического института Александра Константиновича Погорелко.
В 1931 году поступил на факультет радиофизики ЛФТИ — отраслевой вуз Ленинградского политехнического института (с 1934 индустриального). Ученик Д. А. Рожанского. 1 апреля 1935 года ещё студентом принят на работу в радиолокационную лаборатории ЛФТИ на должность младшего научного сотрудника. В 1936 году окончил физико-механический факультет Ленинградского индустриального института (ныне - СПб политехнический университет Петра Великого)
В 1941—1943 в эвакуации в Казани.
С 1 января 1944 года инженер лаборатории № 2 ЦНИИ-108, которой руководил академик Б. А. Введенский.
В 1958—1963 годах главный конструктор ОКР «Верба» (надувные и дипольные отражатели из синтетической металлизированной плёнки).
Умер в 1978 году. Похоронен на Кузьминском кладбище.

## Награды и премии
- Сталинская премия II степени (14 марта 1941) — за изобретение прибора для обнаружения самолётов